# The Last Command
A The Last Command, a W.A.S.P. 1985-ben megjelent második nagylemeze. Producere az a Spencer Proffer, aki a Quiet Riot Metal Health című albumát is készítette. A zenekarban változások történtek az előző albumhoz képest. Ezen a lemezen már Steve Riley a dobos, valamint ez az utolsó W.A.S.P.-album Randy Riper gitárossal, aki távozása után Alice Cooper gitárosaként is dolgozott. A W.A.S.P. legtöbbet elért dala, a Wild Child is ezen a korongon található meg, csak úgy, mint a Blind In Texas.

## Az album dalai
1. Wild Child - 5:12
2. Ballcrusher - 3:27
3. Fistful of Diamonds - 4:13
4. Jack Action - 4:16
5. Widowmaker - 5:17
6. Blind In Texas - 4:22
7. Cries In The Night - 3:41
8. The Last Command - 4:10
9. Running Wild In The Streets - 3:30
10. Sex Drive - 3:12

Az 1998-as újrakiadáson található bónuszfelvételek
1. "Mississippi Queen" (A Mountain dalának feldolgozása) – 3:21
2. "Savage" (Lawless/Holmes/Piper) – 3:32
3. "On Your Knees (Live 1984)" – 4:38
4. "Hellion (Live 1984)" – 4:45
5. "Sleeping (In the Fire) (Live 1984)" – 5:44
6. "Animal (Fuck Like a Beast) (Live 1984)" – 4:37
7. "I Wanna Be Somebody (Live 1984)" – 5:54